# Liste der Monuments historiques in Moriville
Die Liste der Monuments historiques in Moriville führt die Monuments historiques in der französischen Gemeinde Moriville auf.

## Liste der Objekte
| Bezeichnung                        | Beschreibung                                                                                             | Standort                                  | Kennzeichnung | Schutzstatus | Datum | Bild |
| ---------------------------------- | --- | ----------------------------------------- | ------------- | ------------ | ----- | ---- |
| Zwei Skulpturen: Petrus und Paulus | mit Darstellung des Stfterpaars; Stein, 16. Jahrhundert; im Musée Charles Friry in Remiremont aufbewahrt | in der Kapelle Notre-Dame-de-Grace (Lage) | PM88000582    | Classé       | 1964  |      |
| Skulptur Madonna mit Kind          | Holz, vergoldet, 18. Jahrhundert                                                                         | in der Kapelle Notre-Dame-de-Grace (Lage) | PM88000583    | Classé       | 1968  |      |